# 五十嵐立青
五十嵐 立青（いがらし たつお、1978年（昭和53年）6月12日 - ）は、日本の政治家。茨城県つくば市長（3期）。元つくば市議会議員（2期）。

## 来歴
茨城県つくば市出身。茨城県立土浦第一高等学校卒業。筑波大学国際総合学類卒業、ロンドン大学UCL公共政策研究所修士課程修了、筑波大学大学院人文社会科学研究科修了。国際政治経済学の博士号をもつ。
筑波大学大学院在学中の2004年、つくば市議会議員選挙に出馬し初当選。2008年に再選。
2012年、つくば市長選挙に出馬するも落選。2016年、2度目の挑戦となる市長選で初当選を果たした。11月17日、市長就任。
2020年10月25日執行の市長選挙で2回目の当選を果たす。
2020年 マニフェスト推進に関する取組が、優秀賞に選出され、優秀マニフェスト推進賞＜首長部門＞を受賞。
2023年 ベスト・ファーザー イエローリボン賞を受賞。
2023年 経済協力開発機構（OECD）による「包摂的成長のためのOECDチャンピオンメイヤー」に選ばれる。
2024年10月27日執行の市長選挙で3選。

## 市長選の結果
2012年つくば市長選挙
2012年10月28日執行。現職の市原健一、元県議の桜井よう子、前県議で日本共産党県委員の山中泰子ら3候補を相手に戦うも次点で落選。
※当日有権者数：163,489人 最終投票率：54.54%（前回比：-3.9pts）
| 候補者名   | 年齢 | 所属党派 | 新旧別 | 得票数   | 得票率 | 推薦・支持                         |
| ---------- | ---- | -------- | ------ | -------- | ------ | ---------------------------------- |
| 市原健一   | 61   | 無所属   | 現     | 36,010票 | 41.12% | （推薦）自民党・公明党・みんなの党 |
| 五十嵐立青 | 34   | 無所属   | 新     | 28,048票 | 32.03% |                                    |
| 桜井よう子 | 70   | 無所属   | 新     | 16,864票 | 19.26% |                                    |
| 山中泰子   | 61   | 無所属   | 新     | 6,650票  | 7.59%  | （推薦）日本共産党                 |

2016年つくば市長選挙
2016年11月13日執行。「2015年8月の住民投票で白紙撤回された総合運動公園問題の完全解決」を第一の公約として掲げ出馬。
市議会野党の支援を受けた。自民党の推薦と現職の市原健一の支援を受けた元市議会議長の飯岡宏之、元市長の藤澤順一の支援を受けた元民主党衆議院議員の大泉博子ら2候補を破り、初当選を果たした。投票率は過去最低を記録した。
※当日有権者数：174,956人 最終投票率：53.31%（前回比：-1.23pts）
| 候補者名   | 年齢 | 所属党派 | 新旧別 | 得票数   | 得票率 | 推薦・支持     |
| ---------- | ---- | -------- | ------ | -------- | ------ | -------------- |
| 五十嵐立青 | 38   | 無所属   | 新     | 40,069票 | 43.75% | 市議会野党支援 |
| 飯岡宏之   | 54   | 無所属   | 新     | 35,346票 | 38.59% | （推薦）自民党 |
| 大泉博子   | 66   | 無所属   | 新     | 16,180票 | 17.66% |                |

2020年つくば市長選挙
2020年10月25日執行。2016年の市長選で五十嵐の対立候補を推薦した自民党は、2020年の市長選では現職の五十嵐と新人で会社社長の富島純一に支援先が割れる分裂選挙となった。五十嵐陣営は保守系から立憲民主党・共産党・市民ネットワークまで応援に駆け付ける盤石の態勢を築き、再選を果たした。投票率は過去最低を記録した。
※当日有権者数：185,204人 最終投票率：51.60%（前回比：-1.71pts）
| 候補者名   | 年齢 | 所属党派 | 新旧別 | 得票数   | 得票率 | 推薦・支持 |
| ---------- | ---- | -------- | ------ | -------- | ------ | ---------- |
| 五十嵐立青 | 42   | 無所属   | 現     | 67,933票 | 73.61% | 市議会与党 |
| 酒井泉     | 71   | 無所属   | 新     | 13,439票 | 14.56% |            |
| 富島純一   | 37   | 無所属   | 新     | 10,918票 | 11.83% |            |

2024年つくば市長選挙
2024年10月28日執行。自民党の推薦を受けた元茨城県議会議員の星田弘司との一騎打ちを制し3回目の当選を果たした。五十嵐は市商工会など約25の団体から推薦を受け、支持基盤を固めた。
※当日有権者数：197,088人 最終投票率：60.97%（前回比：+9.37pts）
| 候補者名   | 年齢 | 所属党派 | 新旧別 | 得票数   | 得票率 | 推薦・支持     |
| ---------- | ---- | -------- | ------ | -------- | ------ | -------------- |
| 五十嵐立青 | 46   | 無所属   | 現     | 61,604票 | 53.02% | 市議会与党     |
| 星田弘司   | 50   | 無所属   | 新     | 54,580票 | 46.98% | （推薦）自民党 |

## 市政
- 2020年（令和2年）6月5日、任期満了後に支払われる約2千万円の退職金について、22円に大幅減額する考えを明らかにした。後任市長の退職金は対象外。五十嵐は退職金廃止を公約に掲げていたが、制度上0円にすることが不可能なため、最低額とした。「4年ごとに2千万円を受け取るのは市民感覚からかけ離れていると思ってきた。市民が新型コロナで大変な時期なので痛みを分かち合いたい」と定例記者会見で述べた[19][20]。
- 2024年（令和6年）8月27日、2期目の任期満了後の退職金支給額を、市民によるインターネット投票で決めると発表した [21]。 同年11月12日に結果が公表された。市民による評価の平均は62.7点で、この結果を反映した1278万7038円が支給される[22]。

## 親族
- 父は筑波大学名誉教授の五十嵐滋。母の五十嵐弘子も元つくば市議で、民主党から国政選挙に3度挑戦したこともある（茨城6区および茨城7区、いずれも落選）。
- 兄の五十嵐朝青は2017年の東京都千代田区長選挙に立候補するも落選[23][24]。2021年の千代田区長選にも日本維新の会の推薦と日本共産党の自主支援[25]を受けて立候補するも再び落選[26]。